# Мичуринское сельское поселение (Хабаровский край)
Мичу́ринское сельское поселение — муниципальное образование в Хабаровском районе Хабаровского края Российской Федерации. Образовано в 2004 году.
Административный центр — село Мичуринское.

## История
Исторически территория и населенные пункты современного поселения начали складываться во второй половине XIX века. Жителями новых сёл стали переселенцы с запада России. Так, например, село Фёдоровка было основано переселенцами из Белоруссии.
На 17 декабря 1926 года на территории поселения существовали сельсоветы:
- Берёзовский — н.п. Берёзовка (осн. в 1896 г.[3]);
- Воронежский — н. п. Воронежское;
- Марковский — н. п. Конкура, хут. Кочаревка, Малышевский остров, н. п. Марковка, хут. Рыбачий;
- Новокаменский — н. п. Бони, н. п. Заимка, н. п. Новокаменка, н. п. Элаякса, н. п. Хэи-Манга;
- Фёдоровский — н. п. Фёдоровка.

С 1926 г. сельсоветы вошли в Некрасовский район Хабаровского округа Дальневосточного края. С 1932 г. сельсоветы вошли в Хабаровский пригородный район и Кур-Урмийский район. С 1937 г. — в Хабаровский сельский район, выделенный из пригородной зоны Хабаровска, и Кур-Урмийский район. С 1965 гг. — в преобразованный Хабаровский район Хабаровского края.
Постановлениями президиума Далькрайисполкома в 1930—1933 г. Виноградовский сельский Совет был объединенён с Фёдоровским сельский совет с центром в с. Фёдоровка.
В 1935—1971 гг. в селе Воронежское-1 работал рыболовецкий колхоз «Ленинский луч». В 1948—1952 гг. в селе Марковка работал рыболовецкий колхоз «Ильич».
К сентябрю 1943 г. в составе Марковского сельского Совета осталось только село Марковка и через 12 лет в 1955 г. Воронежский и Марковский сельские Совета объединены в один Воронежский сельский Совет. В 1972 году на территории сельсовета образован плодово-ягодный совхоз «Мичуринский». Решением Хабаровского крайисполкома от 5 апреля 1973 г. № 242 Воронежский и Новокаменский сельские Советы объединены в новообразованный Мичуринский сельский Совет с центром в с. Мичуринское. На начало 1974 г. в состав Мичуринского сельского Совета входили населённые пункты: с. Мичуринское, с. Нагорное, с. Виноградовка, с. Воронежское-1, с. Воронежское-2, с. Воронежское-3, с. Новокаменка, с. Марковка, с. Тунгуска. В 1976 г. прекратили существование сёла Марковка и Тунгуска.
В июне 1954 г. Берёзовский, Фёдоровский сельские Советы объединены в один Берёзовский сельский Совет. На начало 1972 г. в его состав входили населённые пункты: с. Берёзовка и с. Фёдоровка. В 1989 г. вместе с упразднением сельсовета с. Берёзовка было передано из состава Хабаровского района в административное подчинение Краснофлотскому району г. Хабаровска.
В 1991 г. деятельность исполкома Мичуринского сельского Совета прекращена, его полномочия переданы сельской администрации. В 1992 г. утверждено официальное наименование — Мичуринская сельская администрация, центр — с. Мичуринское. С 29 мая 1996 г. является муниципальным образованием. 28 июля 2004 году муниципальное образование наделено статусом сельского поселения — Мичуринское сельское поселение.

## Население
| 2010  | 2011  | 2012  | 2013  | 2014  | 2015  | 2016  |
| ----- | ----- | ----- | ----- | ----- | ----- | ----- |
| 2803  | ↗2813 | ↗3108 | ↘3054 | ↗3189 | ↗3253 | ↗3357 |
| 2017  | 2018  | 2019  | 2020  | 2021  | 2024  | 2025  |
| ↘3307 | ↘3262 | ↘3246 | ↗3272 | ↗4049 | ↗4201 | ↘4137 |

## Населённые пункты
В состав поселения входят 8 населённых пунктов:
| № | Населённый пункт | Тип  | Население |
| - | ---------------- | ---- | --------- |
| 1 | Виноградовка     | село | ↗1178     |
| 2 | Воронежское-1    | село | ↗11       |
| 3 | Воронежское-2    | село | ↗249      |
| 4 | Воронежское-3    | село | ↗121      |
| 5 | Мичуринское      | село | ↗1357     |
| 6 | Нагорное         | село | ↗585      |
| 7 | Новокаменка      | село | ↗7        |
| 8 | Фёдоровка        | село | ↘541      |

## Экономика
В селах поселения работают более 100 организаций различных форм собственности, крупнейшими из них являются: Хабаровский завод строительной керамики (с. Виноградовка), лесопильный цех (с. Виноградовка) и сельскохозяйственная производственная компания «Мичуринское» (с. Мичуринское). На береговой линии ведётся добыча песчано-гравийной смеси (Воронежское, Хохлацкая протока). Имеются месторождения глинистого сырья для грубой керамики (Федоровское) и керамзита (Виноградовское).
На территории поселения интенсивно осуществляется индивидуальное малоэтажное строительство, комплексная застройка в целях жилищного строительства. Формируются рекреационные зоны. Реализуется программа социально-экономического развития поселения, которая включает 178 мероприятий по решению вопросов местного значения, среди них: строительство социально-культурного центра, уличное освещение, развитие спортивной инфраструктуры, газификация, мероприятия по дорожной деятельности.
В поселении работает пожарная часть, узел телефонной связи, средняя общеобразовательная и начальная школы, детский дом, фельдшерско-акушерский пункт и амбулатория. Работают 9 торговых точек.

## Культура
На территории поселения работают две библиотеки. Действуют досуговые формирования: вокальный детский коллектив, «Изостудия», хореографический коллектив, две студии декоративно-прикладного искусства, хор и шахматный клуб.
В мае 2012 года состоялось торжественное открытие социально-культурного центра в селе Мичуринское. В новом здании располагаются администрация поселения, общественные организации, почтовое отделение, в культурной части — тренажёрный зал, актовый зал со сценой, кружковые кабинеты.
По благословению митрополита Игнатия на территории поселения создан православный приход «Албазинской иконы Божией Матери». Планируется строительство храма в селе Мичуринское.

## Отдых
В лесопарковой зоне сёл Воронежское-1, Воронежское-2 и Воронежское-3 расположено множество детских оздоровительных лагерей.
Неподалёку от села Воронежское-1 находится база активного отдыха «Амур», лыжные трассы, каток, трассы для горного велосипеда. Каждую весну проводятся массовые гулянья «Проводы русской зимы».
В селе Воронежское-2 находится зоосад «Приамурский» им. В. П. Сысоева, санаторий-профилакторий «Железнодорожник»,Хабаровский спортивный центр зимних видов спорта.
На территории сельского поселения всегда ждут гостей гостиницы «Анталия» (с. Воронежское-3), «Шер-Хан» (с. Виноградовка), «Дубровка» (с. Нагорное) и «Элита» (с. Воронежское-2).
Большую часть территории сельского поселения занимают садовые некоммерческие товарищества.

## Транспорт
Большинство сёл имеет регулярное автобусное сообщение с Хабаровском:
- Маршрут № 114: Хабаровск (автовокзал) — пов. на Воронежское-1 — Нагорное — поворот на Воронежское-2 — поворот на Воронежское-3 — Мичуринское — Виноградовка ( — Фёдоровка)
- Маршрут № 115: Хабаровск (железнодорожный вокзал) — Фёдоровка

До села Новокаменка (стоит на Тунгуске) можно добраться только теплоходом с Хабаровского речного вокзала.
В селе Виноградовка работает посадочная площадка «Хохлацкая-1».

## Достопримечательности
Яркой достопримечательностью села Новокаменка являются «каменные водопады», образовавшиеся вследствие извержения вулкана. Застывшая лава свисает со скалы, извиваясь твердыми струями. Большинство ученых-археологов считают, что местные каменные «памятники» появились примерно в одно время со знаменитыми сикачи-алянскими петроглифами, примерно пять тысячелетий назад.
На территории бывшего села Марковка расположен памятный обелиск участникам партизанских боев отрядов Шевчука И. П. и Кочева А. Н. и погибшим в боях Великой Отечественной войны..
На сопке Партизанская в окрестностях села Воронежское-2 на высоте 207,2 метра находится памятный обелиск, посвященный участникам Гражданской войны 1918—1922 годов, и смотровая площадка, с которой открывается вид на Хабаровск, Хабаровский район, Еврейскую автономную область и территорию Китая.
В 1998—2007 годах на территории бывшего мехлезхоза «Хабаровский» совместно с гостями японского города Мусасино был разбит «Лес дружбы» — участок леса (площадью около 30 га), состоящий из посадок лиственниц и корейского кедра (около 30 тысяч деревьев). О чём установлен памятный знак.
22 сентября 2007 года состоялось открытие знака памяти участникам и героям ВОВ.
В районе села Воронежское-3 строится православная часовня. На смотровой площадке, с которой открывается прекрасный вид на протоку Хохлацкую (является частью русла реки Амур) и Хабаровский район, планируется установка православного креста.